# Luigi Nada
Luigi Nada (Torino, 8 giugno 1910 – Gusen, 10 aprile 1944) è stato un operaio, attivista antifascista italiano.

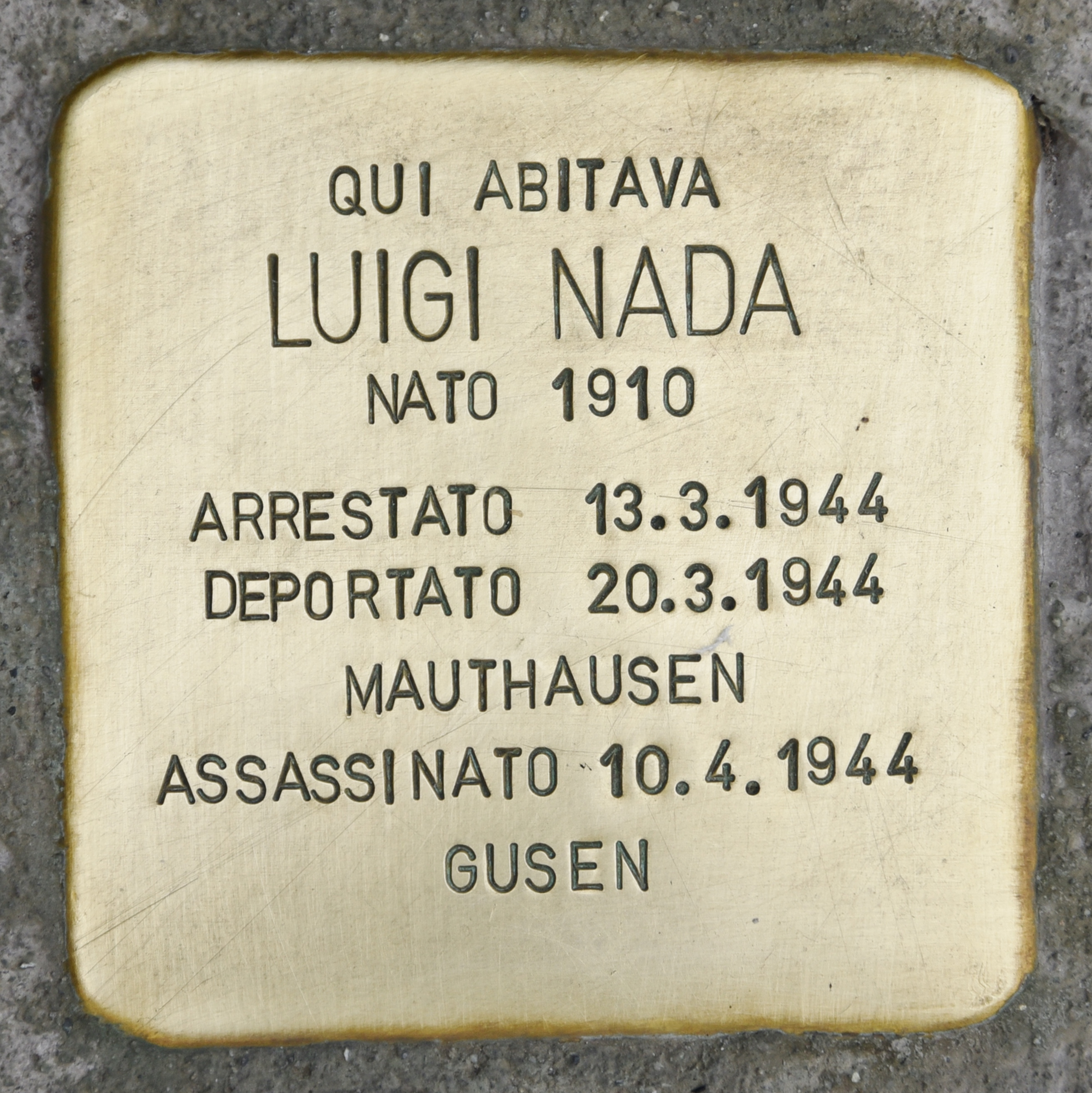
La Pietra d'inciampo dedicata a Luigi Nada

Due eventi rendono la biografia di Luigi Nada importante e ricorrente nella letteratura memorialistica autobiografica degli ex-deportati di Mauthausen: la partecipazione allo sciopero del 1-8 marzo 1944 e le circostanze della morte, un vero e proprio "martirio" subito il 10 aprile 1944 a Gusen.

## Biografia

### Chi era Luigi Nada?
Luigi Nada lavorava negli stabilimenti torinesi della Aeronautica d'Italia e abitava con la moglie e i due figli a Torino al n°105 di via Bertolla: era stato arrestato e deportato come organizzatore dello sciopero del 1 marzo 1944 che fu la prima manifestazione di aperta ribellione al nazifascismo  da parte della totalità dei lavoratori piemontesi. Arrestato il 13 marzo 1944, fu deportato e giunse a Mauthausen il 20 marzo 1944.  Classificato con la categoria Schutz (prigioniero politico) con il primo numero di matricola 59012. Mestiere dichiarato "saldatore autogeno". Fu trasferito a Gusen dove venne assassinato il 10 aprile 1944 a causa di un fallito tentativo di fuga. 

### Le cause dell'arresto
Nell'agosto del 1925 il governo Mussolini decretò l'istituzione del Ministero dell'aeronautica, atto che rendeva chiaro agli occhi della Fiat l'interesse statale per lo sviluppo di una produzione aeronautica sia nel campo militare sia in quello civile.
La fabbrica di Torino in Corso Italia, l'odierno Corso Francia, al confine con il Comune di Collegno, era uno stabilimento all'avanguardia, specializzato nella costruzione di velivoli da combattimento e civili e di motori destinati al mondo dell'aviazione. Si estendeva per 31.000 metri quadrati tra campo volo, torrette, palazzine per piloti, stazioni radio, piloni per la segnalazione notturna e la fabbrica stessa, composta da una sezione aeronautica, una meccanica e una scuola allievi.
Negli anni quaranta, con la seconda guerra mondiale, lo stabilimento ebbe un grosso incremento del lavoro al punto che le maestranze arrivarono a un totale di 4.500 operai. Le condizioni di lavoro divennero sempre più dure: gli operai furono costretti a coprire turni dalle 6:00 del mattino fino alle 21.00 di sera. Questo portò a un malcontento generale che dopo mesi di fatiche e di bombardamenti da parte degli alleati, che vedevano la fabbrica come un'importante base nazifascista da eliminare, si ribellarono proclamando lo sciopero, l'8 marzo 1944; tra gli organizzatori,una quarantina di lavoratori-sindacalisti,  vi era anche Luigi Nada. Nonostante la minaccia dei dirigenti di mandare al fronte a combattere chi si fosse rifiutato di riprendere a lavorare, lo scioperò proseguì fino all'11 marzo, con l'arresto dei presunti quaranta promotori della ribellione. Con essi furono solidali i compagni di lavoro che con collette e sottoscrizioni raccolsero per le loro famiglie la non trascurabile somma di 500 lire. L'accaduto determinò un rafforzamento del pensiero antifascista anche attraverso la distribuzione illegale di stampa clandestina come “L'Unità” e “Il Grido di Spartaco”. 

### La deportazione
Luigi Nada fu deportato con il convoglio partito da Bergamo il 16 marzo 1944 con destinazione Mauthausen, dove giunse il 20 marzo. La sua presenza è attestata nella lista dei deportati redatta da Italo Tibaldi nel Trasporto numero 34. 
In Codice Sirio di Ferruccio Maruffi sono ricostruite le prime impressioni dei deportati al loro arrivo a Mauthausen: 
Grazie alle testimonianze possiamo ricostruire la condizione dei deportati e le loro mansioni nel campo: 
.  Come trascritto nell'Intervista del 1982 all'ex deportato Renato Salvetti “Nada Luigi questo qui, è di Torino; questo qui, dato che faceva un po' di dolmen, cioè un po' di interprete aveva più libertà di noialtri a girare” quindi Luigi Nada era uno dei deportati assegnato a “lavori più qualificati”.

### 9 Aprile 1944: il giorno dell'agonia e la morte
Così Nino Bonelli racconta l'accaduto: 

Anche l'Intervista all'ex deportato Renato Salvetti (trascritta nell'Archivio della Deportazione, 1982) ripercorre il tragico accaduto: 

Pio Bigo riporta in una testimonianza le motivazioni che Luigi Nada, appena catturato, esprime per spiegare il suo tentativo di fuga : 
La poesia il martire di Pasqua di Quinto Osano testimonia lo sgomento dei prigionieri: 
Dov'eri buon Dio? quando i kapò, visti inutili i loro tentativi con noi, lo presero e gli misero la testa sott'acqua?
Fu allora che sentii il suo ultimo bisbiglio, “mio Dio, i miei figli”! Il suo fu un vero martirio, la sua sola colpa l'immenso amore per la casa, la moglie, i figli. La nostalgia fu più forte di lui lo portò alla follia di tentare l'impossibile fuga. Ora penso e ripenso a quel giorno lontano mi chiedo ...
Dov'era il tuo buon Dio quel giorno di Pasqua? Forse era a Belsen o forse ad Auschwitz? Oppure a Buchenwald o forse a Dachau? Di una cosa sono certo quel giorno di Pasqua, il tuo buon Dio non era con noi.»
Anche Ferruccio Maruffi , compagno di viaggio e di campo di Luigi ricorda l'amico nel libro La pelle del latte e restituisce l'associazione con il martirio, percepita dagli stessi testimoni: "Emi, notoriamente mangiapreti, che ha ancora gli occhi, manco a dirlo, umidi di pianto, interviene bruscamente e ammonisce, nel dialetto che gli è più congeniale: "Ricordiamoci che, proprio la domenica di Pasqua di due anni fa, Luigi era stato straziato e ucciso come Cristo, anche se i nazisti, invece di una croce, si erano serviti di un barile colmo d'acqua. Da quel giorno abbiamo visto ammazzare migliaia di uomini in modi diversi, le croci ne rappresentano il martirio, credenti o no siano stati"." 
L'atroce morte che per i carnefici doveva essere monito ed esempio per coloro i quali avrebbero potuto pianificare la fuga divenne invece il martirio di un uomo che tenta di riprendersi la propria umanità a costo della morte. L'eccezionalità del suo martirio emerge ancora dalla testimonianza di Maruffi: